# Янопулос, Джим
Джеймс Ни́кос «Джим» Яно́пулос (греч. Τζιμ Γιαννόπουλος, англ. James Nikos «Jim» Gianopulos; род. 1951, Нью-Йорк, США) — американский бизнесмен, председатель и CEO киностудии «Paramount Pictures» (с 3 апреля 2017 года), а ранее председатель и CEO развлекательной компании «Fox Entertainment Group» (2000—2016). Является членом совета директоров благотворительной организации «Motion Picture & Television Fund», оказывающей помощь в области киноиндустрии и телеиндустрии.

## Биография

### Семья и образование
Родился в 1951 году в Нью-Йорке (Нью-Йорк, США) в семье греков.
15 августа 1940 года отец Джеймса, Никос Яннопулос, находился на борту бронепалубного крейсера «Элли» греческого военно-морского флота, который, принимая участие в праздновании Успения Богородицы на острове Тинос в Эгейском море, был торпедирован итальянской подводной лодкой «Delfino». Никосу удалось выжить, так как в момент попадания торпеды в днище «Элли» он находился в верхней части судна. 28 октября Италия вторглась в Грецию после того как премьер-министр Иоаннис Метаксас отклонил предъявленный ему ультиматум.
В 1951 году Никос иммигрировал в США. Хотя и не владея английским языком, он создал компанию по ремонту судов «American Ship Repair», предоставлявшую запасные части международным торговым судам. С тех пор она продолжает оставаться семейным бизнесом.
Общаться на английском языке на регулярной основе Джим стал только с началом посещения детского сада. До этого дома разговаривали только на греческом, а все новости Никос Яннопулос узнавал из сестринской газеты «The National Herald» — «Εθνικός Κήρυξ».
В 1973 году окончил Бостонский университет, получив степень бакалавра гуманитарных наук.
В 1976 году получил степени доктора права в Школе права Фордемского университета и магистра права в Школе права Нью-Йоркского университета.

### Карьера
Начал карьеру, работая в компаниях Paramount Pictures и Lorimar. Затем работал в отделе международной дистрибуции компании Fox Filmed Entertainment.
С 2000 по 2012 годы, вместе с Томом Ротманом, был сопредседателем Fox Filmed Entertainment. В 2006 году Янопулос и Ротман дали «зелёный свет» 20-ти фильмам, доход от которых составил более 100 млн долларов (117 млн долларов по текущему курсу) на внутреннем рынке, и 26-ти фильмам, которые также принесли доход в 100 млн долларов (117 млн долларов по текущему курсу) на международном рынке.
В 2012—2016 годах — председатель Fox Entertainment Group. Янопулос возглавлял 20th Century Fox, Fox Searchlight Pictures, Fox 2000, Fox Animation/Blue Sky Studios, Fox International Productions и Fox Home Entertainment.
В июне 2016 года оставил пост председателя и CEO Fox Entertainment Group.
В марте 2017 года в прессе появилось сообщение о том, что Янопулос может занять пост председателя и CEO киностудии «Paramount Pictures». 27 марта стало известно, что он возглавит «Paramount Pictures».
Выступал за более тесные связи между Голливудом и Силиконовой долиной, особенно в отношении борьбы с пиратством.
Является членом совета директоров Motion Picture & Television Fund, совета попечителей фонда X-Prize, а также совета комитета по технологии развлечений Южно-Калифорнийского университета (USC). В 2013 году стал членом коллегии советников Школы кинематографических искусств при USC.

## Личная жизнь
С 2000 года женат на Энн Янопулос (в девичестве Томпсон), имеет трёх дочерей: Алекса, Никки и Мими.

## Комментарии
1. ↑  Данный вариант передачи фамилии на русский язык является транслитерационным, в то время как транскрипционным вариантом является Джианопулос.